# Politi
 For alternative betydninger, se Politi (flertydig). (Se også artikler, som begynder med Politi)
Politiet eller politikorpset er en offentlig myndighed, hvis hovedopgave er at opretholde almindelig orden og sikkerhed samt bekæmpe forbrydelser. Politiet er den primære udøver af statens indre voldsmonopol, dvs. den magtudøvelse – i yderste konsekvens med dødbringende vold – som rettes mod indre fjender, mens militæret udøver statens voldsmonopol mod ydre fjender. I Danmark er politiet underlagt Justitsministeriet, med Rigspolitichefen som den øverste daglige chef. Til politiet er tilknyttet en efterretningstjeneste, PET.

## Etymologi
Ordet politi stammer fra det græske ord pòlis, som betyder by. Afledt heraf er ordene polites (borger) og politeia (stat). I renæssancen blev det latinske ord pŏlītīa almindeligt brugt om statsforvaltning.
I Danmark kendes ordet fra renæssancen og i det 17. århundrede fra Store Reces. På dette tidspunkt blev ordet "Politie" benyttet om den hensigtsmæssige samfundsindretning. Begrebet "god Politie" indebar ikke blot orden og sikkerhed på gaderne, men rettede sig i lige så høj grad mod handelen og det religiøse liv.
Først i løbet af det 18. århundrede blev ordet politi synonymt med den myndighed og de personer, som staten ansatte for at tilvejebringe den ønskede samfundsorden.

## Politi i Europa

### Danmark
- Danmarks politi
  - Politirang i Danmark

### Storbritannien
- Storbritanniens politi
- Scotland Yard